# 台中市公車289路
台中市公車289路目前行駛自臺中二中到中興東成功路口，由國光客運營運。

## 歷史
- 2011年6月1日：豐原客運營運之公路客運6517路（臺中－太平－東平社區）改制為台中市公車289路。[1]
- 2012年1月1日：平日增開班次。
- 2012年7月23日：由太平區「長億路」調整行駛「永成北路」，原「臺中小鎮」站遷移至太平路111號並改名為「太平精美路口」。調整後新增3處招呼站。增設站位：「太平游泳池」、「長億六永成北路口」、「長億六太平一街口」。
- 2014年3月24日：平日東平端原07:10班次改點為07:15發車。
- 2014年6月23日：調整東平端發車時刻。
- 2015年2月1日：由臺中火車站端點延駛至「新民高中（健行路）」，並將路線名稱更改為「新民高中－東平社區」。延駛後「臺中火車站」改為雙邊設站，並增停「市立殯儀館」（單邊設站，往新民高中方向）、「寶覺寺」（單邊設站，往東平社區方向）、「新民高中（三民路）」（單邊設站，往東平社區方向）、「三民錦中街口」（單邊設站，往東平社區方向）、「一心市場」（單邊設站，往東平社區方向）、「中友百貨」（雙邊設站）、「國立臺中科技大學」（雙邊設站）、「中興堂」（雙邊設站）、「臺中公園（雙十路）」（雙邊設站）、「干城站」（雙邊設站）。
- 2015年8月24日：調整行駛路線至「臺中二中（梅川東路）」，並將路線名稱由「新民高中－東平社區」更改為「臺中二中－東平社區」。調整行駛路線後不行駛至新民高中，並將「新民高中（健行路）」、「寶覺寺」、「新民高中（三民路）」、「三民錦中街口」、「市立殯儀館」皆撤站，將增停「臺中二中（梅川東路）」、「五權國中」、「中山堂」、「五權學士路口」[2]。而國立臺中科技大學站往臺中二中方向站牌遷移至三民路三段110號（原位於三民路三段88號墊腳石書局前）[3]。亦於同日，調整太平區行駛路線，原行駛「太平路－精美路」到東平社區將變更為「太平路－鵬儀路－建興路－精美路」，調整行駛路線後原「太平精美路口」、「三豐社區」、「東平社區」（原位於太平區精美路350號旁）裁撤，並增停「鵬儀太平路口」、「平安里」、「建國里」、「東平社區」（現今站址，太平區精美路376號旁）。[4]
- 2016年9月1日：「精美社區」（往臺中二中方向）裁撤。
- 2016年9月15日：「大東紡織（振興路）」更名為「新建國市場」。
- 2019年1月1日：「臺中火車站」(往程)更名為「臺中車站(成功路口)」，「臺中火車站」(返程)更名為「臺中車站(民族路口)」，「臺中火車站(東站)」更名為「臺中車站(復興路)」。
- 2019年11月30日：調整部分班次發車時刻。
- 2020年9月12日：調整中區、東區行駛路線，取消停靠「臺中車站(成功路口)」、「臺中車站(民族路口)」、「臺中家商」、「臺中車站(復興路)」，新增停靠「臺中車站(大智北路)」。
- 2021年6月1日：「一心市場」更名為「三民錦新街口」
- 2022年4月29日：交由國光客運行駛，並調整部分班次發車時刻。
- 2022年10月28日：延駛至「中興東成功路口」，並新增停靠「建興建成街口」；取消停靠「建國里」，路線名稱更改為「臺中二中－中興東成功路口」。
- 2022年12月1日：調整部分班次發車時刻。

## 路線基本資料
全程行車里數約14公里，全程行車時間約65分。往中興東成功路口35站，往臺中二中33站。
從臺中二中（梅川東路）起，沿北區梅川東路、英才路、學士路、五權路、三民路三段、精武路、東區雙十路一段、中區雙十路一段、大智北路、東區大智路、建成路、振興路、太平區太平路、永成北路、長憶六街、太平路、精美路、鵬儀路、建興路到中興東成功路口。 

### 時刻表
- 時刻表僅供參考，請以國光客運網站公告為準。

| 台中市公車289路平日時刻列表 | 台中市公車289路平日時刻列表 | 台中市公車289路平日時刻列表 | 台中市公車289路平日時刻列表 |
| --------------------------- | --------------------------- | --------------------------- | --------------------------- |
| 臺中二中(梅川東路)開時刻    | 臺中二中(梅川東路)開備註    | 中興東成功路口開時刻        | 中興東成功路口開備註        |
| 05:30                       | -                           | 06:40                       | -                           |
| 06:10                       | -                           | 07:20                       | -                           |
| 07:50                       | -                           | 09:10                       | -                           |
| 09:40                       | -                           | 10:50                       | -                           |
| 11:50                       | -                           | 13:15                       | -                           |
| 16:20                       | -                           | 17:45                       | -                           |
| 17:15                       | -                           | 18:40                       | -                           |
| 19:10                       | -                           | 20:30                       | -                           |

| 台中市公車289路例假日及國定假日時刻列表 | 台中市公車289路例假日及國定假日時刻列表 | 台中市公車289路例假日及國定假日時刻列表 | 台中市公車289路例假日及國定假日時刻列表 |
| --------------------------------------- | --------------------------------------- | --------------------------------------- | --------------------------------------- |
| 臺中二中(梅川東路)開時刻                | 臺中二中(梅川東路)開備註                | 中興東成功路口開時刻                    | 中興東成功路口開備註                    |
| 06:00                                   | -                                       | 07:15                                   | -                                       |
| 12:00                                   | -                                       | 13:20                                   | -                                       |
| 15:50                                   | -                                       | 17:10                                   | -                                       |
| 17:10                                   | -                                       | 18:25                                   | -                                       |
| 19:00                                   | -                                       | 20:15                                   | -                                       |

### 收費
- 依里程計費；刷電子票證10公里免費。
- 里程計費說明：
  - 基本里程：8公里。
  - 基本里程票價全票20元、半票11元。
  - 超過基本里程（8公里）計費方式：
    - 全票=[2.431 x 搭乘里程數x (1+5%營業稅)] （四捨五入）
    - 半票=[2.431 x 搭乘里程數x (1+5%營業稅)] x 50% （四捨五入）

  - 兒童、老人、身心障礙者及其陪伴者依規定半票收費。

### 停站
- 參見右側站牌路線圖。
- 路線圖更新時間為2025年3月5日。